# Anonychomyrma longiceps
Anonychomyrma longiceps is een mierensoort uit de onderfamilie van de Dolichoderinae. De wetenschappelijke naam van de soort is voor het eerst geldig gepubliceerd in 1907 door Forel.